# Tümpel am Letzten Dreier
Der Tümpel am Letzten Dreier ist ein Flächennaturdenkmal nahe dem Ortsteil Zug in dem zur Großen Kreisstadt Freiberg gehörenden Rats- und Hospitalwald. Der zweigeteilte Tümpel ist eine Restfläche einer teilweise mit Schutt verfüllten Lehmgrube.
Der Name wurde in Anlehnung an den Namen der südlich des Tümpels an der B 101 gelegenen Gastwirtschaft „Letzter Dreier“ vergeben.
Die Ufer sind mit Hochstauden und Halbtrockenrasen bewachsen. Das Gewässer ist Laichgewässer für Kammmolche, Teichmolche, Knoblauchkröten, Moorfrösche, Grasfrösche und Erdkröten. Weiter wurden Ringelnattern, Waldeidechsen, Blindschleichen und verschiedene Libellen-Arten beobachtet.